# Diane Sands
Diane Sands (* 23. März 1947 in St. Ignatius, Lake County, Montana) ist eine US-amerikanische Politikerin.

## Leben
Nach ihrer Schulzeit studierte Sands Anthropologie an der University of Montana und studierte danach an der George Washington University in Washington. Sie ist Mitglied der Demokratischen Partei. Von Januar 1997 bis Januar 1999 war Sands Abgeordnete im Repräsentantenhaus von Montana. Sands trat 1999 nicht erneut als Abgeordnete bei den Wahlen an und zog aus beruflichen Gründen nach Oregon. Nach ihrer Rückkehr wurde sie 2006 erneut in das Repräsentantenhaus von Montana gewählt, wo sie von 2007 bis 2012 im Amt war. Von 2015 bis 2022 war sie Mitglied im Senat von Montana. Sie war die erste offen lesbische Abgeordnete. Sands lebt mit ihrer Lebensgefährtin Ann Mary Dussault in Missoula.